# Zora Kerova
Zora Kerova (ur. 11 sierpnia 1950 w Pradze) – czeska aktorka, tancerka, piosenkarka i modelka.
Kerova zaczęła karierę filmową we Włoszech, w 1978, gdzie zagrała w filmie La Febbre Americana u boku George'a Eastmana; pojawiła się później w czeskim niszowym filmie Krehké Vztahy.
Powróciła wtedy do grania we Włoszech (często pod pseudonimami, np. Zora Kerowa i Zora Keer), gdzie pojawiła się w szeregu filmów erotycznych, filmów akcji i horrorów.

## Filmografia
- 1978 – La Febbre Americana
- 1978 – Le Evase – Storie di Sesso e di Violenze
- 1979 – Krehke Vztahy
- 1979 – La ragazza del vagone letto
- 1980 – La Vera Storia della Monaca di Monza
- 1980 – Antropophagus
- 1981 – Retez
- 1981 – Cannibal Ferox – Niech umierają powoli
- 1982 – Lo Squartatore di New York
- 1982 – Sny o Zambezi
- 1984 – Anielska diablica
- 1985 – Pani Zima
- 1988 – Anioł uwodzi diabła
- 1988 – Duchy z Sodomy
- 1989 – Luna di Sangue
- 1996 – Papa Dice Messa